# Chronologie des femmes dans la guerre du Ve au XVe siècle

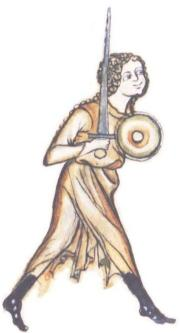
Femme s'entraînant à l'épée, Manuscrit I:33, 1290.

Historiquement, la guerre a été principalement un domaine d'hommes, mais des femmes aussi ont joué un rôle - en tant que dirigeantes, espionnes et, moins souvent, combattantes. Suit une liste de femmes remarquables qui, dans l'une de ces capacités, ont été activement engagées dans la guerre à l'ère postclassique (en) (du Ve siècle au XVe siècle). Elle n'inclut pas les monarques féminins ou autres dirigeantes qui n'ont pas mené de troupes.

## Entraînement militaire et préhistoire du sport féminin en France

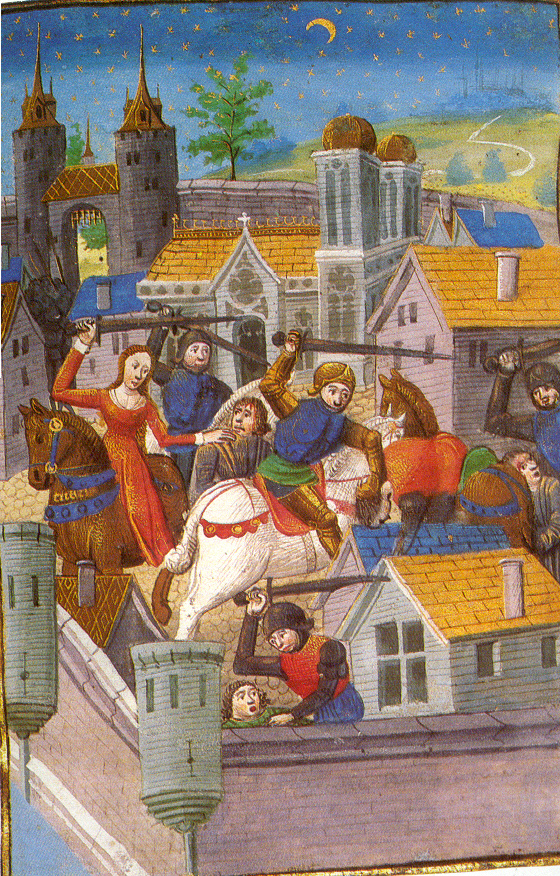
Représentation médiévale de la Romaine Triaria, armée sur un cheval de guerre.

L'étymologie du mot « sport », qui vient du vieux français desport, renvoie au divertissement. Le concept même de loisir actif étant peu compatible avec le statut de la femme dans la société médiévale, la pratique sportive féminine reste très restreinte au Moyen Âge dans les territoires qui constituent le royaume de France. Des études montrent que certaines femmes semblent s'entraîner et combattre dans les tournois médiévaux mais les représentations de Frauentournier (tournoi de femme) mettant aussi en scène des chevaliers déguisés en femmes peuvent induire en erreur. Cependant l'entraînement aux armes ne semble pas être totalement fermé aux jeunes filles car au XIIe siècle les historiens musulmans qui suivent Saladin s'émeuvent d'avoir parfois à affronter des femmes ou de retrouver des cadavres féminins sous les armures franques lors des désastres des armées croisées. Régine Pernoud confirme que « certaines n'hésitent pas à revêtir la cotte de mailles, à coiffer le casque et à manier l'épée, comme les épouses des Normands de Sicile ou la margravine Ida d'Autriche qui ... partira pour la Palestine ».
Outre l'équitation nécessaire aux femmes de la noblesse qui possèdent déjà sous les carolingiens des chevaux de sport pour accompagner les hommes dans leurs activités de chasse et de fauconnerie, sont relevées au XVe siècle quelques championnes de jeu de paume comme Margot la Hennuyère « laquelle jouait le mieux à la paume qu'oncques homme eût vu » puis la régente Anne de France qui lègue un traité pédagogique à l'usage des filles, source importante de renseignement sur l’éducation féminine dans l’aristocratie de la fin de ce siècle.
Au XIXe siècle, le développement du sport stricto sensu reste cependant plus laborieux car « la confusion des sexes est la grande peur de l'homme de l'an 1880. ».

## Liste chronologique

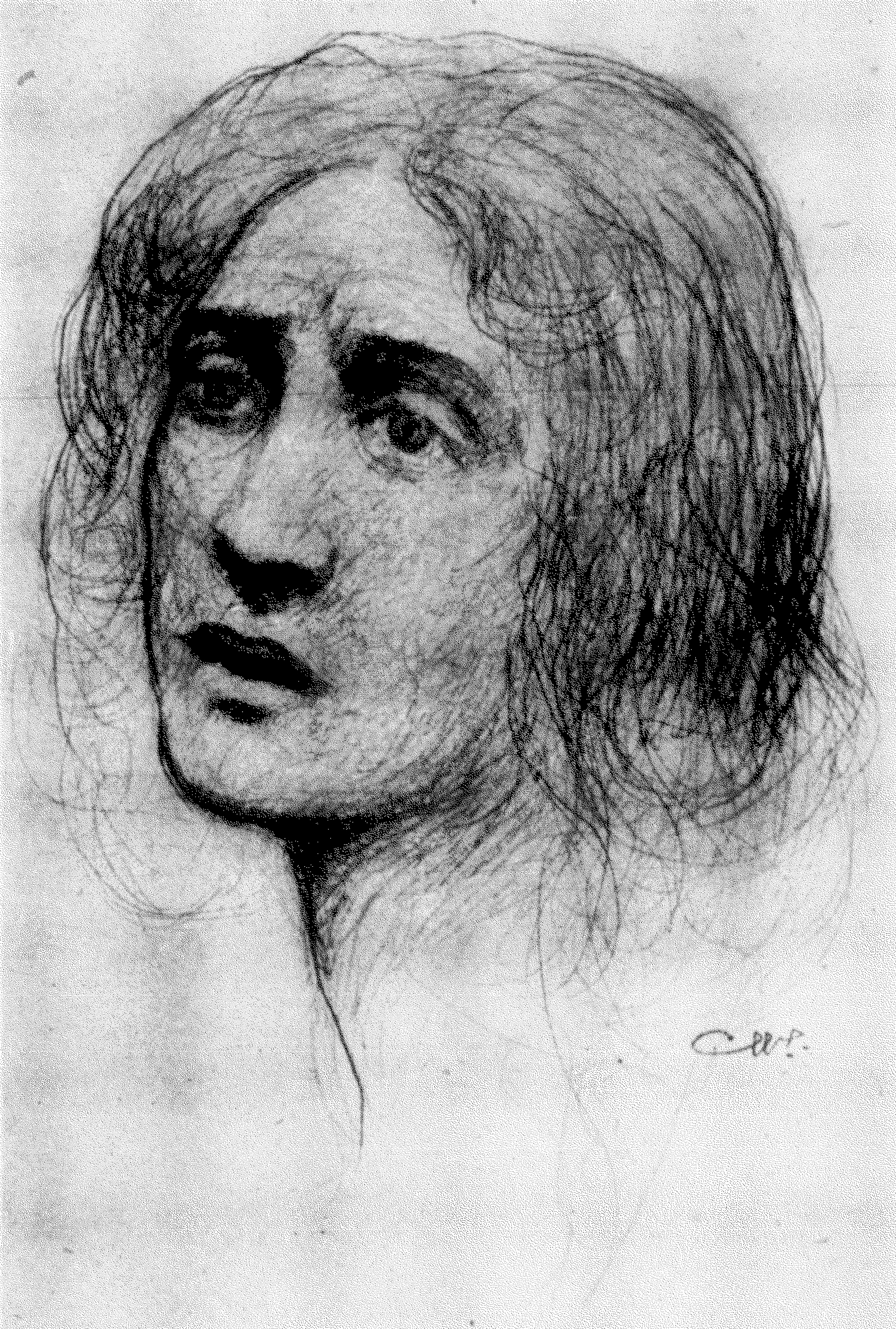
Al-H̠ansā’, poétesse arabe célèbre pour ses élégies funèbres (marāt̠ī) à la mémoire de ses frères S̩aḫr et Muʿāwiya tués au combat.

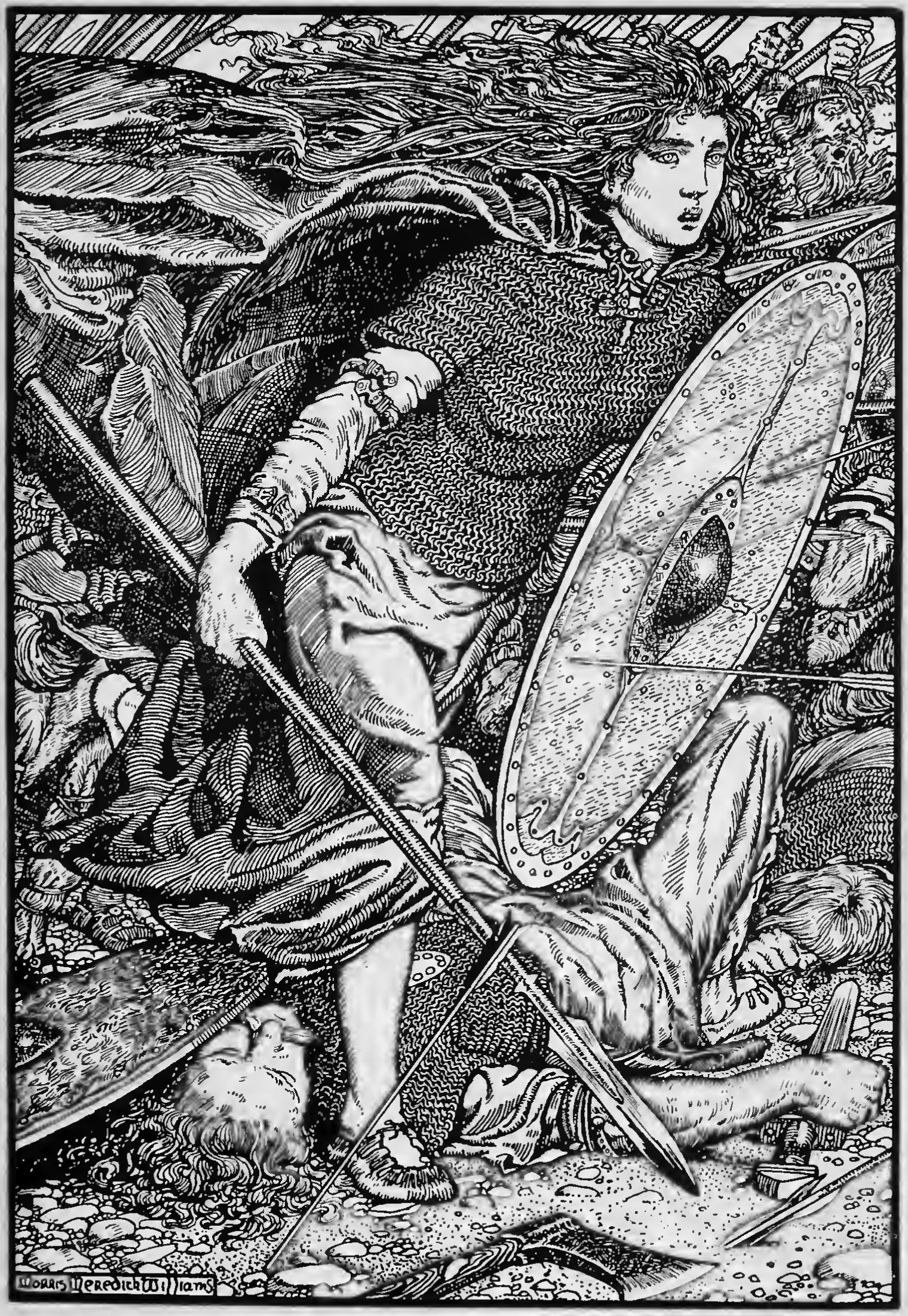
Lathgertha.

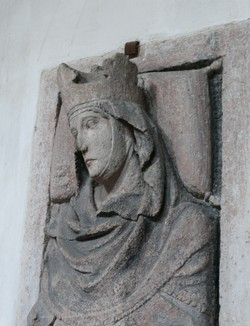
Emma de Bavière.

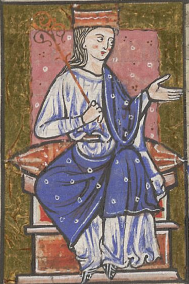
Æthelflæd.

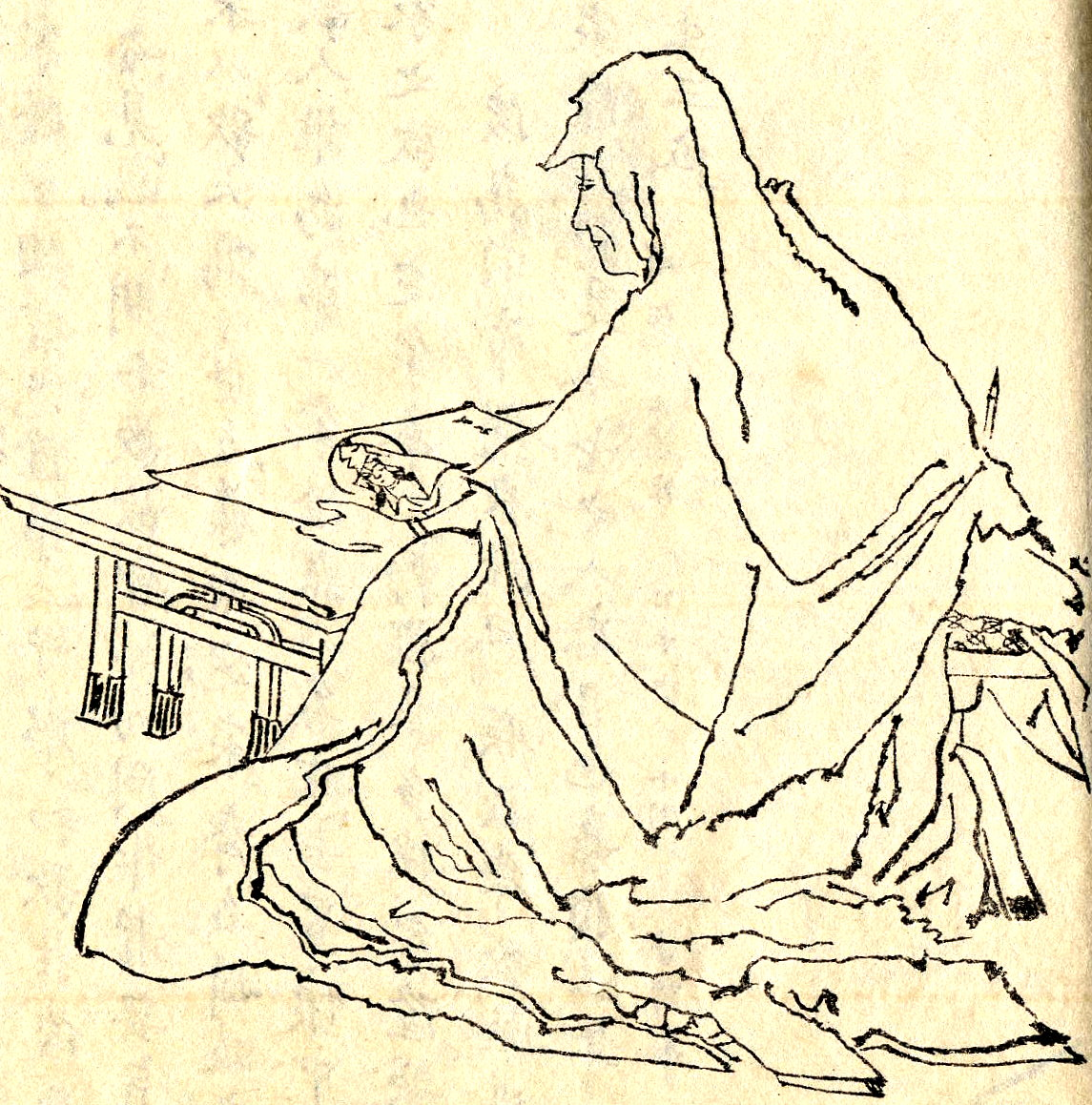
Hōjō Masako.

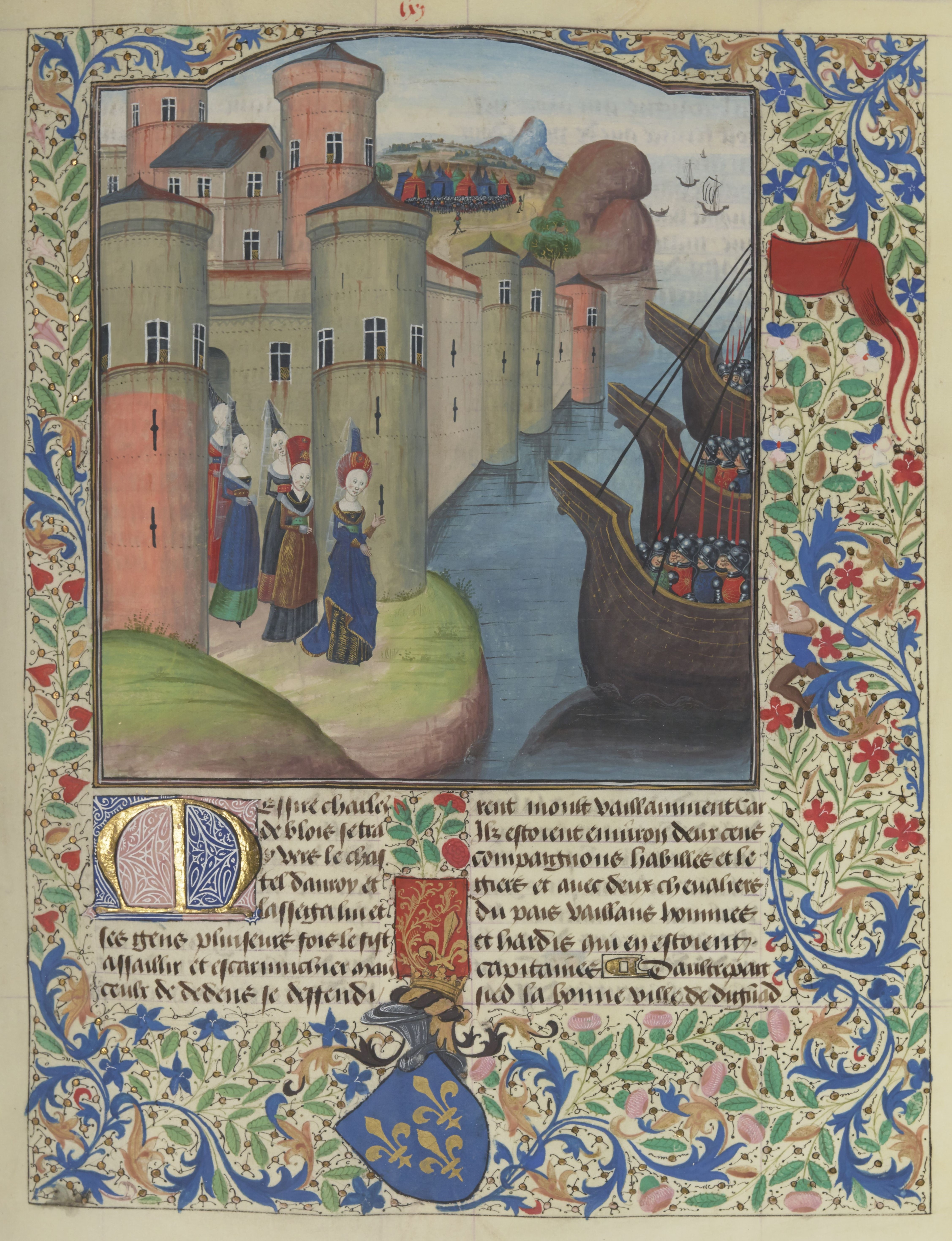
Jeanne de Flandre.

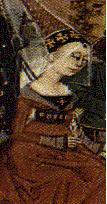
Isabelle de France (1292-1358).

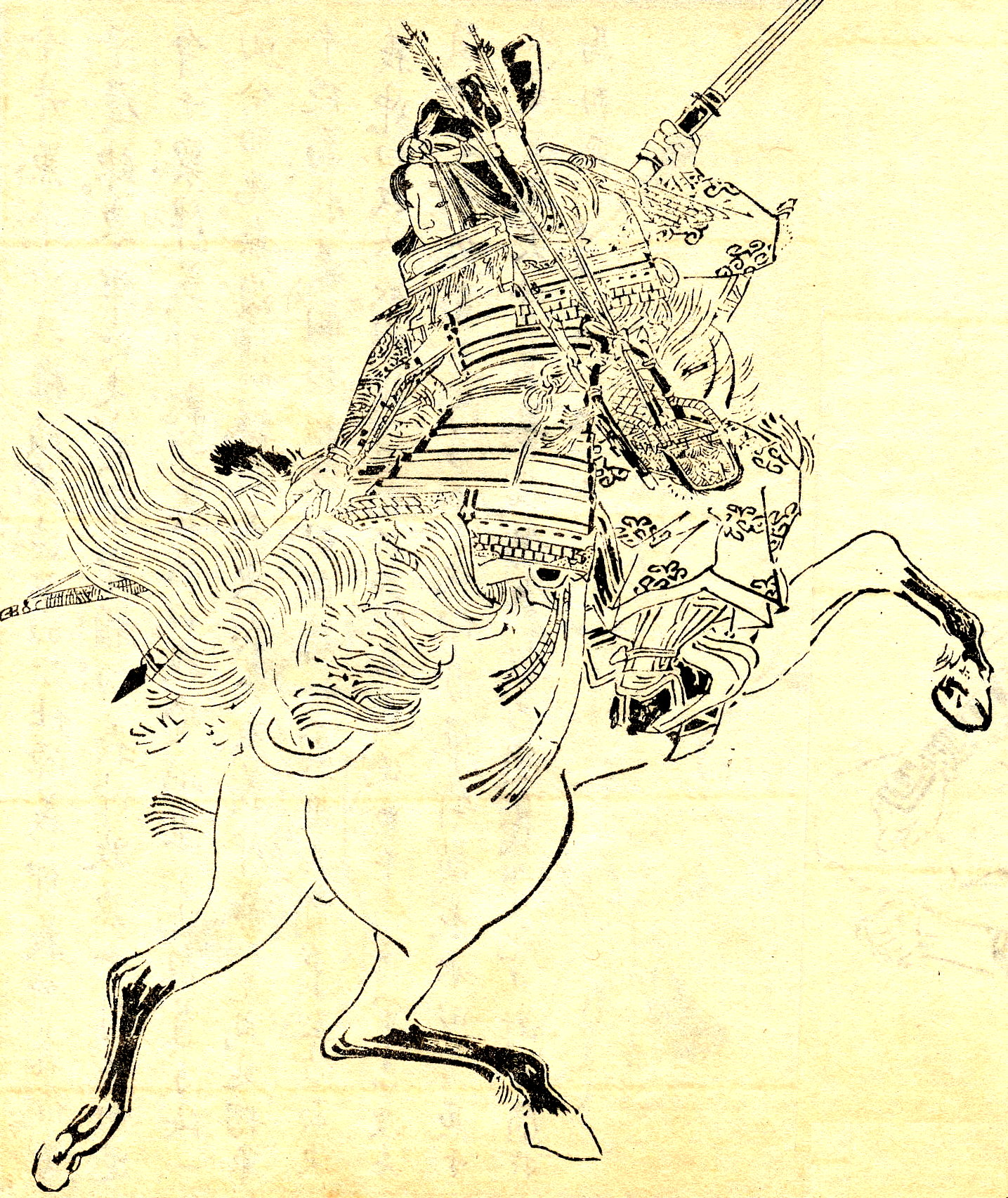
Tomoe Gozen.

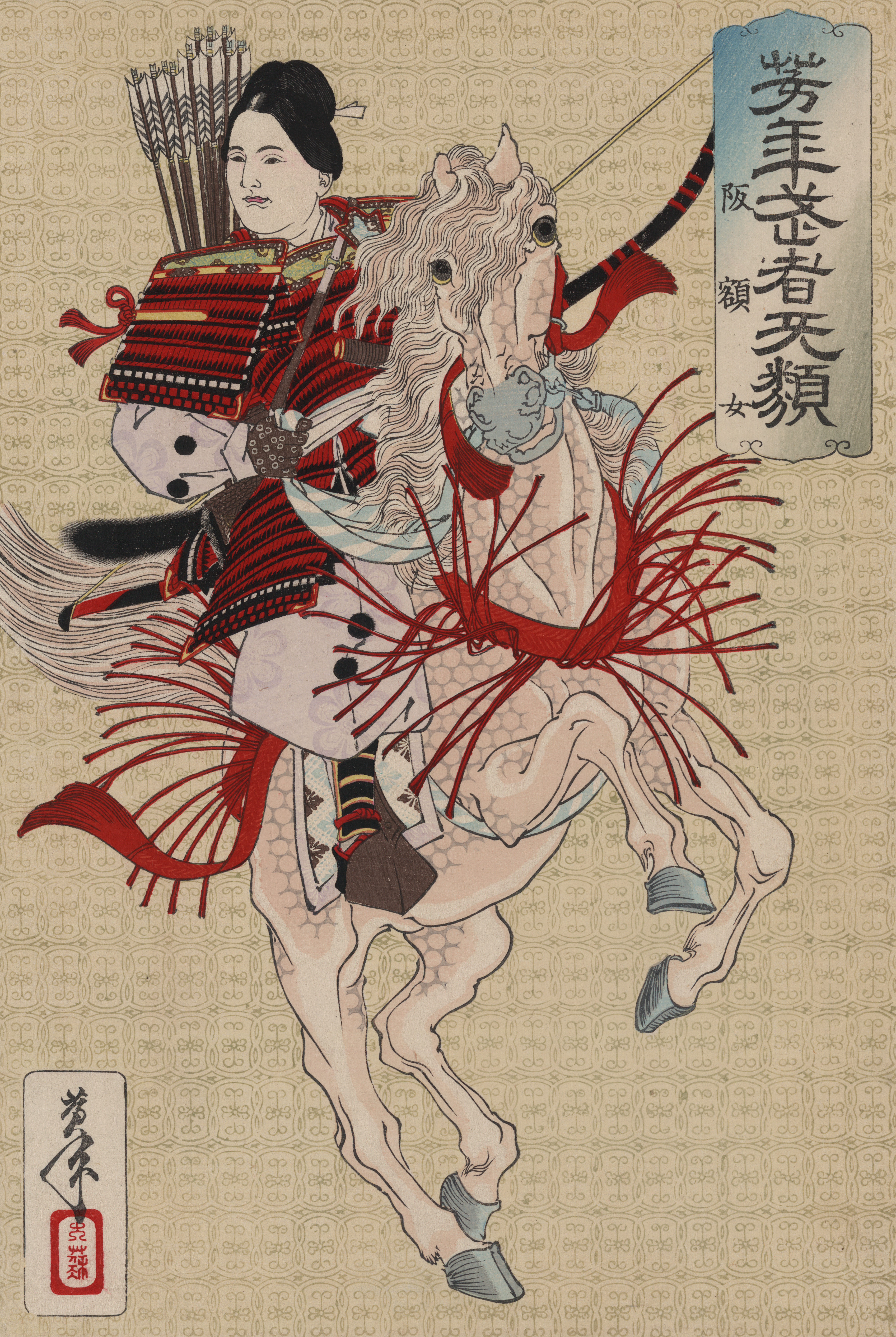
Hangaku Gozen.

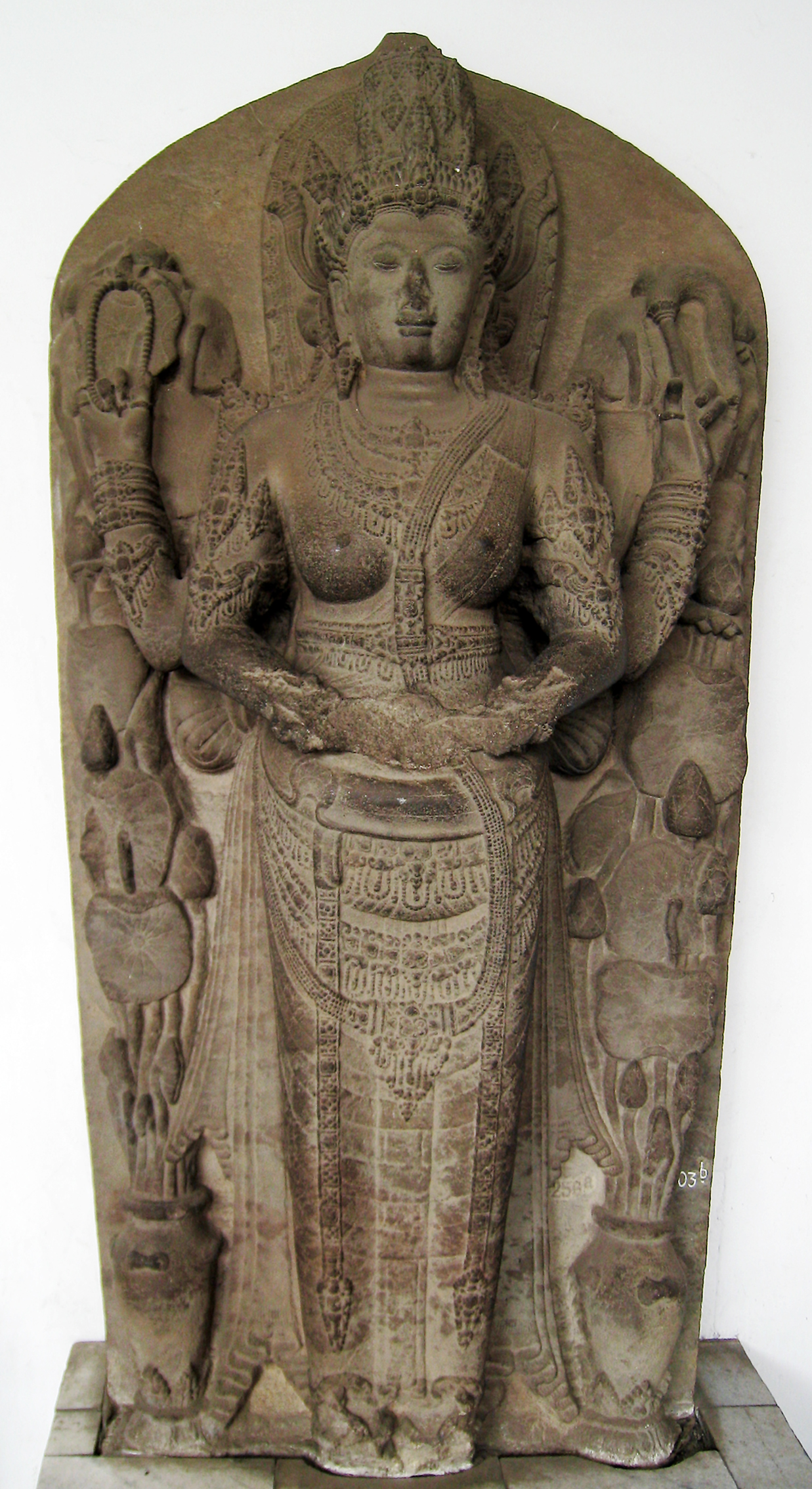
Tribhuwana Wijayatunggadewi.

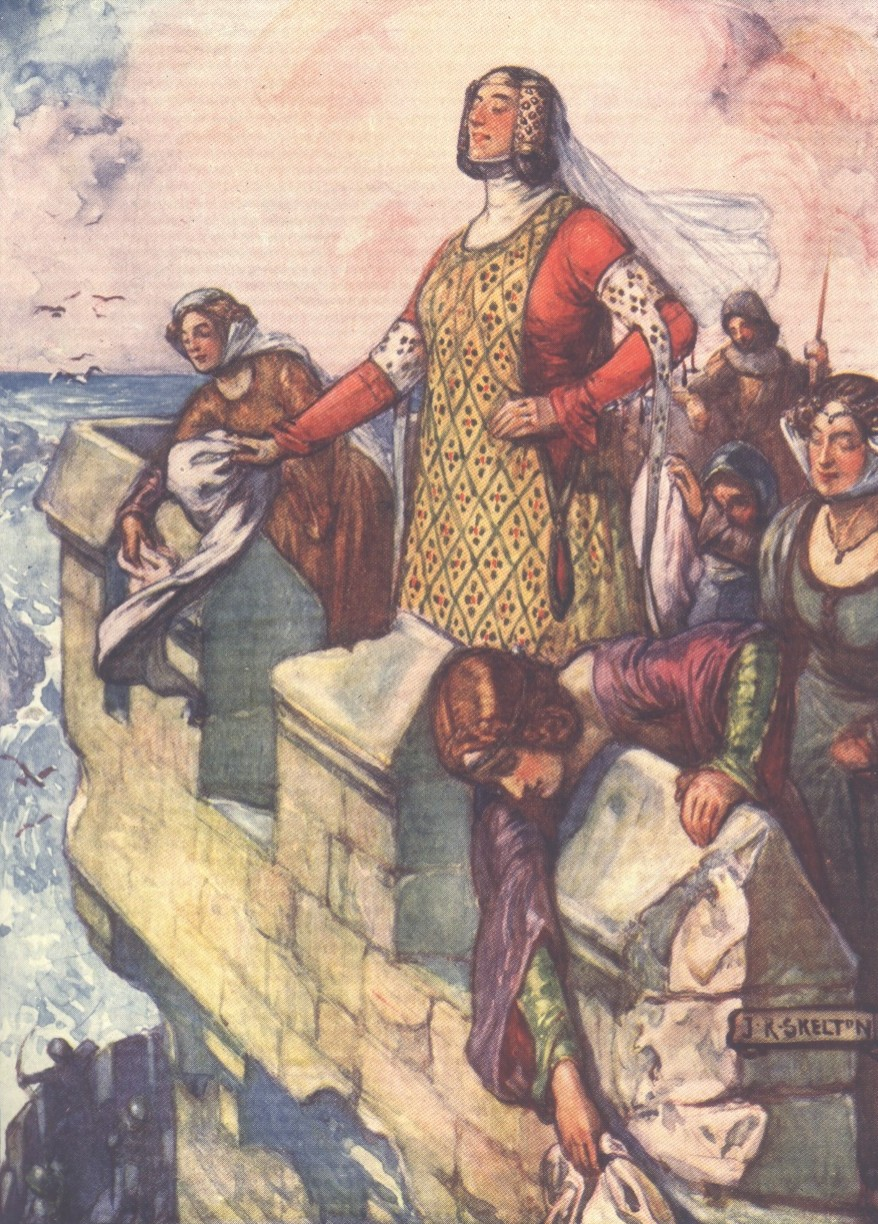
Agnes Randolph.

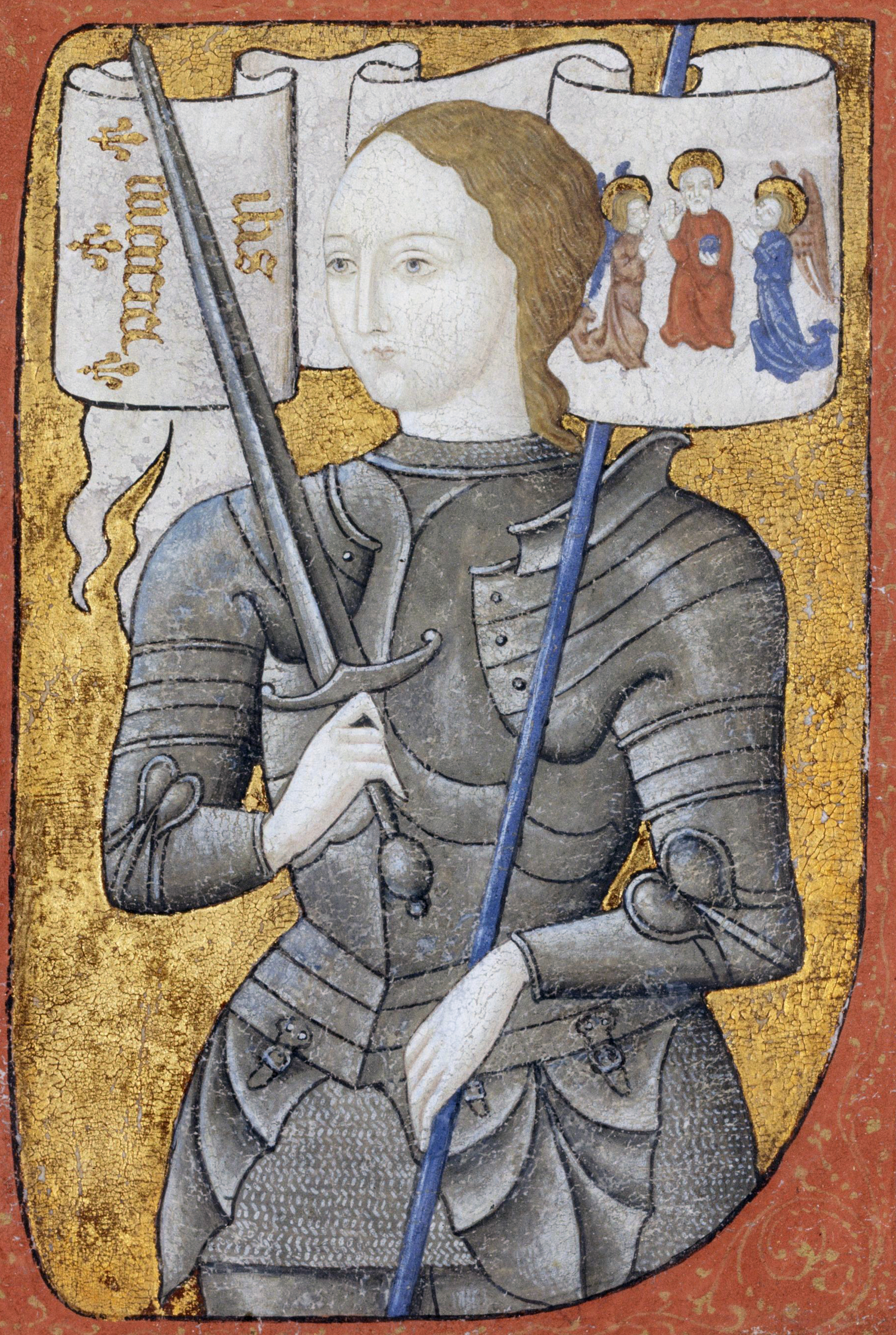
Jeanne d'Arc.

### Vesiècle
- 451 : La déroute de Paris d'Attila est créditée à sainte Geneviève qui a rallié la population dans la prière[12].

### VIesiècle
- VIe siècle : Une femme saxonne est enterrée avec un couteau et un bouclier au Lincolnshire, en Angleterre[13],[14].
- 529 : Halima, princesse des Ghassanides, mène une bataille contre les Lakhmides[15].
- 589 : Les nonnes royales Basine et Clotilde, pour se venger de leur abbesse, se rebellent et occupent l'abbaye Sainte-Croix de Poitiers à la tête d'une troupe de criminels[16].

### VIIesiècle
- VIIe siècle : Khawlah bint al-Azwar participe activement au combat à la bataille d'Adnajin habillée en homme, de même que plusieurs autres femmes. Elle prend les commandes d'un raid menée par des femmes contre le camp byzantin à la bataille du Yarmouk. Elle est presque tuée par les Grecs byzantins lorsque l'une de ses compagnes, Wafeira, décapite son adversaire d'un seul coup. Cet acte a rallié les Arabes qui ont ensuite défait les Grecs[17].
- VIIe siècle : La princesse Zhao de Pingyang de Chine aide à renverser la dynastie Sui en organisant une « Armée de la Dame »[18].
- VIIe siècle : Dihya mène la résistance berbère contre la conquête musulmane du Maghreb[19].
- 624 : Hind bint 'Utba, une prêtresse arabe des Quraych, mène son peuple contre Mahomet dans la bataille de Badr. Son père, oncle et frère sont tués[20].
- 625 : Hind bint 'Utba est aussi l'une de quinze femmes accompagnant les troupes dans une bataille près de Médine, chantant pour inspirer les guerriers. Elle exulte sur le corps de l'homme qui a tué son père, mâche son foie, et fait des bijoux de sa peau et ongles[20].
- 625 : Nusaybah bint Ka'ab participe à la bataille de Uhud au nom de Mahomet après s'être convertie à l'Islam[21]. Rumaysa bint Milhan (en) participe aussi à la bataille de la Tranchée, transportant un poignard dans ses robes. Lorsque Mahomet lui demande ce qu'elle en faisait, elle l'informe que c'est pour combattre les déserteurs[22].
- 632 : La prophétesse Sajah mène une armée pour attaquer la Mecque et Médine.
- 634 : Umm Hakim (en) met hors combat à elle seule sept soldats byzantins, avec un mât de tente, lors de bataille de Marj al-Saffar (634)[23].
- 656 : Aïcha, veuve de Mahomet, mène des troupes à la bataille du chameau. Elle est défaite[24].

### VIIIesiècle
- VIIIe siècle au XIIIe siècle (Âge des Vikings) : les sagas et les archives historiques rapportent des skjaldmö vikings, telles que Lagertha, participant à des batailles et des raids[25], comme lors de la bataille de Brávellir[26].
- 722 : La reine Æthelburg détruit la ville de Taunton[27].
- 730 : Une femme noble des Khazars, nommée Parsbit (en), mène une armée contre l'Arménie[28].
- 750 : Webiorg, de même que d'autres skjaldmös, participent à la bataille de Brávellir en Suède[29].

### IXesiècle
- Début du IXe siècle : Cwenthryth entre en guerre contre Wulfred, archevêque de Cantorbéry, pour le contrôle des domaines de son abbaye[30].
- 811 : Après de lourdes pertes humaines, Kroum mobilise les femmes bulgares, qui prennent alors part à la bataille de Pliska[31].
- 840 : La skjaldmö norvégienne Lagertha combat contre les Suédois.
- années 870 : La reine Emma de Bavière mène une armée vers Adalgis de Bénévent pendant sa rébellion contre son époux Louis II de Germanie.
- 880 : Ermengarde dirige la défense de Vienne jusqu'à ce qu'elle soit forcée de se rendre en septembre 882[32].

### Xesiècle
- Milieu du Xe siècle : La reine Thyra du Danemark mène une armée contre les Allemands[33].
- 912–922 : Règne d'Æthelflæd, dame de Mercie. Elle est aux commandes d'armées, fortifie des villes et défait les Danois. Elle défait les Gallois et les force à lui payer un tribut[34].
- 934 : La reine Emma de France meurt durant une campagne militaire alors qu'elle aidait son époux contre ses vassaux ; elle dirigeait l'armée activement[35].
- 968 : Olga de Kiev défend sa ville durant le siège de Kiev (968) (en)[36].
- 971 : Sviatoslav Ier, dirigeant scandinave de Kiev attaque les Byzantins en Bulgarie en 971. Lorsque les Varègues sont défaits à la bataille de Dorystolon, les vainqueurs sont choqués de découvrir des skjaldmös parmi les guerriers morts[37].
- 975 : Adélaïde d'Anjou, au nom de ses fils, Pons et Bertrand, mène une armée pour aider son frère Guy d'Anjou, évêque du Puy, établissant la Trêve de Dieu[38].
- 975 : Elvira Ramírez, régente du royaume de León mène l'armée avec son neveu Ramire III à la bataille de San Esteban de Gormaz, où elle est vaincue[39].
- années 980 : L'impératrice douairière Xiao Yanyan de Chine mène sa propre armée de 10 000 cavaliers à la tête de laquelle elle demeure passée ses soixante ans[40].
- Fin du Xe siècle : Gudit se rebelle contre le Royaume d'Aksoum en Éthiopie[41].
- Fin du Xe siècle : Xochitl, femme du roi toltèque Tecpancaltzin (en), l'aide à façonner l'État toltèque et la légende veut qu'elle soit morte au combat[42],[43].
- La Guerrière viking de Birka dont la tombe découverte en 1878 fut longtemps prise pour celle d'un homme, une étude ADN menée en 2017 confirme qu'il s'agissait bien d'une femme[44].

### XIesiècle
- Début du XIe siècle : Freydis Eiriksdottir, une femme viking, navigue au Vinland avec Thorfinn Karlsefni. Lorsqu'elle fait face à ses habitants aborigènes hostiles étant enceinte, elle expose ses seins et bat sa poitrine avec son épée, de telle sorte que les aborigènes s'enfuient à la course[45].
- 1047 : Akkadevi (en), une princesse indienne, assiège le fort de Gokage[46].
- 1058–1086 : Sykelgaite de Salerne, deuxième femme de Robert Guiscard, comte d'Apulie, accompagne son mari dans ses compagnes militaires, porte l'armure et chevauche à la bataille à ses côtés[47].
- 1071 : Richilde de Hainaut est capturée au combat à la bataille de Cassel[48].
- 1072 : Urraque de Zamora, défend la ville de Zamora contre son frère, Sanche II de Castille[49].
- 1075 : Emma d'Hereford (en) défend le château de Norwich lorsqu'il est assiégé[50].
- 1087 : Mathilde de Toscane mène personnellement une expédition militaire à Rome pour y installer le pape Victor, mais la force de la contre-attaque impériale les fait battre en retraite[51].
- 1090 : La Normande Isabel de Conches chevauche armée en chevalier[52].
- 1097 : Florine de Bourgogne participe à la première croisade avec son époux et meurt au combat à ses côtés lorsque leur armée est attaquée et détruite en Anatolie[53].

### XIIesiècle

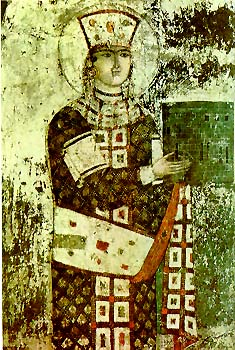
Tamar de Géorgie.

- 1101 : Ida de Cham mène sa propre armée aux croisades de secours[54].
- 1116 : Thérèse de León défend Coimbra avec succès contre les Maures ; le pape lui donne le titre de reine en reconnaissance[55].
- 1121 : Urraque Ire de León combat sa demi-sœur, Thérèse de León lorsqu'elle refuse de rendre la ville de Tuy[56].
- 1130 : La femme général chinoise Liang Hongyu, épouse du général Han Shizhong de l'armée de la dynastie Song, bloque l'avance de l'armée Jin avec son époux. Son jeu de tambour a invigoré l'armée Song et les a ralliés pour défaire les Jin[57].
- 1136 : La princesse galloise Gwenllian ferch Gruffydd mène une armée contre les Normands. Elle est défaite et tuée[58].
- 1141 : Mathilde de Boulogne, épouse du roi Étienne, et Guillaume d'Ypres, le capitaine de ses mercenaires, se présentent alors avec leurs forces lorsque le roi est capturé par Mathilde l'Emperesse[59].
- 1145 : Aliénor d'Aquitaine accompagne son époux lors de la deuxième croisade[60].
- 1148 : Mélisende de Jérusalem participe activement à la stratégie militaire en tant que chef de ses troupes au Conseil à Acre durant la deuxième croisade[61].
- 1170-1176 : Aoife MacMurrough mène des batailles en Irlande au nom de son époux Richard FitzGilbert de Clare et est parfois connue sous le nom de Red Eva[62].
- 1172 : Alrude (en) met fin au siège d'Ancône en menant une armée à la bataille et en écrasant les troupes impériales[63].
- 1172-1218 : Umadevi (en), consort du roi Vîra Ballâla II, sert de général durant les campagnes de Chalukya et Mysore, commande des armées contre les Chalukyas rivaux par au moins deux fois, contribuant significativement à la conquête par Hoysala des Chalkyua à Basavakalyan (près de la présente Bîdâr) en 1190.
- 1179 : Elisabeth de Hongrie défend Prague avec succès contre son beau-frère Sobeslav II comme régente en l'absence de son époux. Elle apparaît elle-même sur le champ de bataille avec des signes religieux sur sa bannière.
- 1180–1185 : La guerrière japonaise Tomoe Gozen combat dans la guerre de Genpei aux côtés des hommes[64].
- 1182-1199 : Hōjō Masako chevauche avec son époux Minamoto no Yoritomo durant ses campagnes et n'a jamais été défaite à la bataille[65].
- 1184–1212 : Règne de la reine Tamar de Géorgie. La Géorgie atteint une supériorité militaire au Moyen-Orient durant son règne[66].
- 1184 : Élisabeth de Hongrie, pour la deuxième fois, défend Prague avec succès contre son beau-frère Sobeslav II comme régente en l'absence de son époux.
- 1189 : Élisabeth de Hongrie défend Prague contre Conrad II de Bohême mais est forcée de se rendre et de céder la ville.
- 1191 : Nicola de la Haie défend le château de Lincoln durant un siège d'un mois[67].
- 1198 : Maud de Briouze défend Plainscastle contre une attaque galloise.

### XIIIesiècle
- 1201 : La Japonaise Hangaku Gozen défend un fort en tant qu'archer jusqu'à ce qu'elle soit tuée par une flèche ennemie[68].
- 1217 : Nicola de la Haie défend le château de Lincoln durant la rébellion des barons.
- 1230 : La régente de France, Blanche de Castille, organise et mène personnellement l'armée française pour mettre fin à une rébellion en Bretagne.
- 1236-1240 : Durant son règne, Sultan Razia de Delhi mène ses troupes à la bataille, elle-même habillée en armure.
- 1261–1289 : Règne de la reine indienne Rudrama Devi, laquelle a mené ses troupes durant les batailles et est possiblement morte au combat en 1289[69].
- 1264 : Éléonore de Provence rassemble des troupes en France durant la seconde guerre des barons[70].
- 1270 : Éléonore de Castille accompagne son époux dans sa croisade. Selon la légende, elle lui sauve la vie en aspirant le poison d'une de ses blessures[71].
- 1271 : Isabelle d'Aragon meurt à Cosenza, de retour des Croisades[72].
- 1290 : Le Manuscrit I:33 est écrit, illustrant des combattants. Une illustration d'une femme nommée Walpurgis s'entraînant aux techniques d'épée et de bouclier est dans le manuscrit parmi d'autres[73].
- 1296 : Bertha van Heukelom défend le château IJsselstein contre Hubrecht van Vianen de Culemborg[74].
- Fin du XIIIe siècle : Khutulun, une parente de Kubilai Khan, est décrite comme une magnifique guerrière qui accompagne son père Khaidu (en) dans ses campagnes militaires[75].

### XIVesiècle
- Fin du XIVe siècle : Urduja, une princesse philippine, prend part à plusieurs batailles. Par contre, certains historiens pensent qu'elle est une figure mythique[76].
- XIVe siècle : Jeanne de Flandre mène des troupes à la bataille[77]. Jeanne de Penthièvre est parmi ses antagonistes[78].
- 1326 : Isabelle de France envahit l'Angleterre avec Roger de Mortimer et renverse Édouard II d'Angleterre, le remplaçant avec son fils Édouard III d'Angleterre, avec elle et de Mortimer agissant comme régents[79].
- 1331 : Tribhuwana Wijayatunggadewi, reine de l'empire Majapahit à Java, conduit son armée pour écraser une rébellion dans les domaines de Sadeng et Keta.
- 1334 : Agnes Randolph défend avec succès son château contre un siège par le comte de Salisbury[80].
- 1335 : Pendant la seconde guerre d'indépendance écossaise (en), Christina Bruce commande la garnison du château de Kildrummy et le défend avec succès contre les forces pro-Bailleul menées par David III Strathbogie.
- 1335 : Les Écossais vainquent une compagnie dirigée par le comte de Namur. Parmi les victimes du comte était une femme lancier qui avait tué son adversaire, Richard Shaw, au moment même où il l'avait tuée. Son sexe a été découvert seulement lorsque les corps ont été dépouillés de leurs armures à la fin de l'engagement : « Le chroniqueur Bower semble avoir été au moins aussi impressionné par la rareté de deux soldats à cheval se transperçant simultanément l'un l'autre avec leurs lances qu'avec le fait que l'un d'eux était une femme. »[81]
- 1341 : Anne de Trébizonde marche pour prendre le trône de Trebizond à la tête d'une armée.
- 1342 : Jeanne de Flandre conquiert la ville de Redon et défend celle de Hennebont durant la Guerre bretonne.
- 1347 : Philippa de Hainaut persuade son époux de ne pas exécuter les Bourgeois de Calais qu'elle avait défaits[82].
- 1354 : Ibn Battûta relate avoir vu des femmes guerrières en Asie du Sud-Est[83].
- 1351–1363 : Han E sert comme soldat dans l'armée chinoise en tant qu'un homme du nom de Han Guanbao et est promue au rang de lieutenant[84].
- 1358 : Richardis of Schwerin (en) défend le château de Sönderborg sur Als contre Valdemar IV de Danemark[85].
- 1364–1405 : Tamerlan fait usage d'archers féminins pour défendre des trains de bagages[83].
- 1387 : La reine Hedwige Ire de Pologne mène deux campagnes militaires.
- 1389 : La régente frisonne Foelke Kampana mène des armées pour assister son époux Ocko Kenisna tom Brok, chef de l'Auricherland (en) : après l'avoir trouvé mort sur le champ de bataille, elle retourne à Aurich, et après avoir trouvé celle-ci prise par l'ennemi durant son absence, elle la reprend par la force militaire[86].
- 1392 : Marie Ire de Sicile, conquiert la Sicile et défait les barons rebelles en tant que dirigeante d'une armée aux côtés de son consort.

### XVesiècle
- XVe siècle : Máire Ó Ciaragain mène des clans irlandais à la rébellion[87].
- XVe siècle : Isabelle Ire de Lorraine, mène une armée pour secourir son époux du duc de Bourgogne[88].
- XVe siècle : Mandukhaï Khatun prend les commandes de l'armée mongole et défait les Oïrats[89].
- XVe siècle : Jeanne des Armoises est soldat en Italie[90].
- Milieu du XVe siècle : La cheffe yémeni zaïdiste Sharifa Fatima conquiert Sanaa[91].
- 1420 : Jeanne de France part en guerre contre le clan Penthievre en Bretagne et leurs châteaux-forts, un par un, afin de libérer son consort, qui avait été pris prisonnier par les Penthievre.
- 1429 : Jeanne d'Arc clame que Dieu l'a envoyée pour repousser les Anglais de France et on lui donne une position dans l'armée royale française[92]. Elle est soutenue par Yolande d'Aragon, mère de la reine Marie d'Anjou[93].
- 1433 : Ida Königsmarck (en) défend son fief, le château de Kastelholm sur l'Åland en Finlande suédoise durant la révolte d'Engelbrekt.
- 1451–1452 : Brita Tott sert d'agent de renseignement dans la guerre entre la Suède et le Danemark[94].
- 1455 : Elise Eskilsdotter mène une guerre contre la classe marchande allemande de Bergen en Norvège en revanche pour le meurtre de son époux, avec une flotte pirate[95].
- 1461 : La reine Marguerite d'Anjou défait le earl de Warwick dans la guerre des Deux-Roses[96].
- 1461 : Alice Knyvet (en) défend Buckingham Castle (en) à Norfolk contre Sir Gilbert of Debenhem[97].
- 1467 : Ólöf Loftsdóttir mène personnellement la guerre contre les Anglais en Islande[98].
- 1470 : Jeanne de Rožmitál mène l'armée tchèque à la guerre.
- 1471 : La reine Marguerite d'Anjou est défaite à la bataille de Tewkesbury. Elle et son fils s'enfuient en Flandre. Les Yorkistes finissent par la capturer et en demande rançon à Louis XI, après qu'elle a juré de ne plus faire la guerre à quiconque[99].
- 1472 : Onorata Rodiani de Crémone, Italie, est mortellement blessée à la bataille de Castelleone. Elle s'était déguisée en homme afin de devenir soldat[100].
- 17 juin 1472 : Jeanne Hachette déchire le drapeau des envahisseurs de Bourgogne à Beauvais, inspirant la garnison à la victoire[101].
- 1476 : La reine Isabelle Ire de Castille met personnellement fin à la rébellion en Ségovie.
- 1481 : La femme noble néerlandaise Swob Sjaarda défend son château durant un siège[102].
- 1482-1492 : La reine Isabelle Ire de Castille participe activement à la guerre et à la conquête de la Grenade.
- 1487 : Katarina Nipertz (en) défend le château de Raseborg en Finlande, le fief de feu son époux, contre les troupes des nouveaux vassaux appointés par le régent, pendant plusieurs semaines.
- 1494 : Ats Bonninga (en) défend son fort en Friesland[103].
- 1495 : Béatrice d'Este supervise et anime les troupes pour se déplacer contre le duc d'Orléans à la place de son mari, parvenant ainsi à éviter la conquête française du duché de Milan[104].
- 1496 : Bauck Poppema (en) défend son fort en Friesland[105].
- 1499 : Catherine Sforza défend Forli avec succès contre une attaque vénitienne et devient célèbre sous le surnom du Tigre.

### Histoire militaire
- Histoire militaire des femmes
  - Chronologie des femmes dans la guerre antique
  - Chronologie des femmes aux débuts de la guerre moderne (en)
- Croisée

### Autres thèmes reliés
- Liste de femmes monarques
- Escrime médiévale
- Femmes au Moyen Âge

## Autres sources

### Survols
- De Pauw, Linda Grant. Battle Cries and Lullabies: Women in War from Prehistory to the Present (University of Oklahoma Press, 1998), popular history by a leading scholar
- Fraser, Antonia. The Warrior Queens (Vintage Books, 1990)
- Revue De la guerre, Jean Lopez (dir.), dossier « Femmes au combat. Mythe ou réalité ? », été 2022, Perrin.

### Ère médiévale
- Susan Wise Bauer, The History of the Medieval World : From the Conversion of Constantine to the First Crusade, W. W. Norton, 2010, 640 p. (ISBN 978-0-393-07817-6 et 0-393-07817-5, lire en ligne)
- Blythe, James M. « Women in the Military: Scholastic Arguments and Medieval Images of Female Warriors », History of Political Thought (2001), v.22 p. 242–69.
- Adrien Dubois, « Femmes dans la guerre (XIVe – XVe siècles) : un rôle caché par les sources ? », Tabularia : sources écrites des mondes normands médiévaux, Caen, CRAHAM - Centre Michel de Boüard, Presses universitaires de Caen « Les femmes et les actes »,‎ 2004 (ISSN 1630-7364, DOI 10.4000/tabularia.1595, lire en ligne).
- Edgington, Susan B. and Sarah Lambert, eds. Gendering the Crusades (2002), 13 scholarly articles
- Hacker, Barton C. "Women and Military Institutions in Early Modern Europe: A Reconnaissance," Signs (1981), v6 p. 643–71.
- Hay, David. "Canon Laws Regarding Female Military Commanders up to the Time of Gratian: Some Texts and their Historical Contexts", in A Great Effusion of Blood’? Interpreting Medieval Violence, eds. Mark D. Meyerson, et al. (University of Toronto Press, 2004), p. 287–313.
- Hay, David. The Military Leadership of Matilda of Canossa, 1046-1115 (Manchester University Press, 2008).
- Hingley, Richard, and Unwin, Christina. Boudica: Iron Age Warrior Queen (2006).
- Illston, James Michael. 'An Entirely Masculine Activity’? Women and War in the High and Late Middle Ages Reconsidered (MA thesis, University of Canterbury, 2009) lire en ligne
- Julie Le Gac (dir.), Nicolas Handfield (dir.) et Chloé Poitras-Raymond (dir.), Femmes en guerre de l'époque médiévale à nos jours, Villeneuve-d'Ascq, Presses universitaires du Septentrion, coll. « War Studies », 2022.
- Lourie, E. "Black women warriors in the Muslim army besieging Valencia and the Cid’s victory: A problem of interpretation," Traditio, 55 (2000), 181–209
- McLaughlin, Megan. "The Woman Warrior: Gender, Warfare and Society in Medieval Europe," Women’s Studies 17 (1990), p. 193-209.
- Maier, C.T. "The roles of women in the crusade movement: a survey" Journal of medieval history (2004). 30#1 p. 61-82
- Nicholson, Helen. "Women on the Third Crusade," Journal of Medieval History 23 (1997), p. 335-49.
- Solterer, Helen. "Figures of Female Militancy in Medieval France," Signs 16 (1991), p. 522-49.
- Tuotuo. Liaoshi [History of Liao]. Beijing: Zhonghua shuju, 1974 (or Tuotuo, Liaoshi (Beijing: Zhonghua shuju, 1974))
- Verbruggen, J.F. "Women in Medieval Armies," Journal of Medieval Military History 4 (2006), p. 119–36.

### Chine
- John Keay, China : A History, HarperCollins UK, 2010, 512 p. (ISBN 978-0-00-737208-9 et 0-00-737208-6, lire en ligne)
- Keith McMahon, Women Shall Not Rule : Imperial Wives and Concubines in China from Han to Liao, Rowman & Littlefield Publishers, 2013, 310 p. (ISBN 978-1-4422-2290-8 et 1-4422-2290-5, lire en ligne)
- Notable Women of China : Shang Dynasty to the Early Twentieth Century, M.E. Sharpe, 2000 (ISBN 0-7656-1929-6, lire en ligne)
- (zh) Toqto'a et al., Liao Shi (宋史),‎ 1344
- (en) Warfare in Chinese History, vol. Volume 47 of Sinica Leidensia / Sinica Leidensia, Leiden, BRILL, 2000, 456 p. (ISBN 90-04-11774-1, lire en ligne)
- (en) Yuan-Kang Wang, Harmony and war : Confucian culture and Chinese power politics, New York, Columbia University Press, 2013, 310 p. (ISBN 978-0-231-52240-3 et 0-231-52240-1, lire en ligne)